# 尼尼安公园球场
尼尼安公园球场（英語：Ninian Park）是一座位于英国威尔士加的夫斜坡路的足球体育场。球场于1910年启用，2009年拆除，期间一直作为卡迪夫城足球俱乐部的主场。

## 交通
- 尼尼安公园站（英语：Ninian Park railway station）